# Maria Teresa Habsburg-Este (1849–1919)

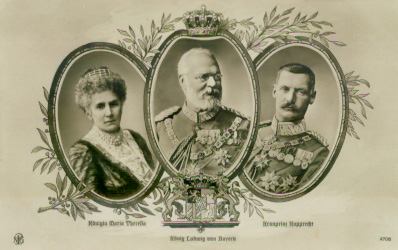
Królowa Maria Teresa z królem Ludwikiem III i synem Rupertem

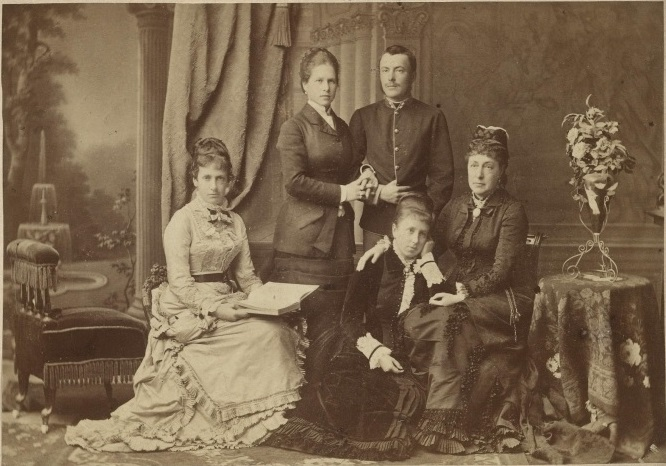
Maria Teresa z rodziną: brat Fryderyk z żoną i córką, siostra, królowa Krystyna i matka Elżbieta

Maria Teresa Henrietta Dorota Habsburg-Este (ur. 2 lipca 1849 w Brnie, zm. 3 lutego 1919 w zamku Wildenwart w Chiemgau) – ostatnia królowa Bawarii.

## Rodzina
Maria Teresa był córką i jedynym dzieckiem arcyksięcia Ferdynanda i jego żony arcyksiężniczki Elżbiety Franciszki. Jej dziadkami ze strony ojca byli Franciszek IV Habsburg-Este i księżniczka Maria Beatrice Sabaudzka. Dziadkami ze strony matki byli arcyksiążę Józef Antoni, palatyn Węgier i jego trzecia żona Maria Dorota Wirtemberska. Jej dziadek Józef Antoni Austriacki był synem cesarza Leopolda II Habsburga i księżniczki hiszpańskiej Marii Ludwiki Burbon.
15 grudnia 1849 roku, kiedy Maria miała tylko pięć miesięcy, jej ojciec arcyksiążę Ferdynand zmarł na tyfus. 18 kwietnia 1854 roku jej matka, arcyksiężniczka Elżbieta, wyszła za mąż za arcyksięcia Karola Ferdynanda, księcia Czech, z którym miała szóstkę dzieci:
- arcyksiążę Franciszek Józef (1855);
- arcyksiążę Fryderyk (1856–1936);
- arcyksiężniczka Maria Krystyna (1858–1929), późniejsza żona króla Hiszpanii Alfonsa XII;
- arcyksiążę Karol Stefan (1860–1933);
- arcyksiążę Eugeniusz (1863–1954);
- arcyksiężniczka Maria Eleonora (1864).

Poprzez matkę była kuzynką arcyksiężniczki Stefanii Klotyldy, żony następcy tronu Austrii arcyksięcia Rudolfa, Klementyny Koburg-Bonaparte, żony pretendenta do cesarskiego tronu Francji, i Marii Doroty, księżnej Orleanu.

## Jakobicka pretendentka
Była bratanicą i spadkobierczynią bezdzietnego Franciszka V, księcia Modeny, jakobickiego pretendenta do tronu Anglii i Szkocji. Po śmierci księcia Franciszka w 1875 roku była nazywana przez jakobitów królową Marią IV i III. Jej najstarszy syn Rupert był uznawany przez jakobitów jako jej następca.

## Małżeństwo
20 lutego 1868 wyszła za mąż za Ludwika III, ostatniego króla Bawarii (syna Luitpolda, księcia-regenta, i Augusty Ferdynandy Toskańskiej). Maria Teresa i Ludwik byli rodzicami trzynaściorga dzieci:
- Ruppert (1869–1955), Generalfeldmarschall
- Adalgunda (1870–1958)
- Maria (1872–1954)
- Karol (1874–1927)
- Franciszek Maria (1875–1957)
- Matylda (1877–1906)
- Wolfgang (1879–1895)
- Hildegard (1881–1948)
- Notburga (1883)
- Wiltruda (1884–1975)
- Helmtrud (1886–1977)
- Dietlinde (1888–1889)
- Gundelinde (1891–1983)

## Odznaczenia
- Wielka Mistrzyni bawarskiego Orderu Teresy (1889-1919)[1][2]
- Wielka Mistrzyni bawarskiego Orderu Świętej Elżbiety[2]
- Order Krzyża Gwiaździstego (Austria)[2]
- Order Królowej Marii Luizy (Hiszpania)[3]